# Iglesia de San Agustín (Arenaza)
La iglesia de San Agustín es un edificio situado en la localidad de Arenaza, perteneciente al municipio español de Arraya-Maestu.

## Descripción
El edificio se encuentra en la localidad alavesa de Arenaza, perteneciente al municipio español de Arraya-Maestu. Se menciona como iglesia parroquial del lugar en el Diccionario geográfico-estadístico-histórico de España y sus posesiones de Ultramar de Pascual Madoz, donde se dice que hacia mediados del siglo XIX el «párroco lo [era], con segunda misa, del pueblo de Ibisate». Décadas después, ya en el siglo XX, Vicente Vera y López vuelve a reseñarla en el tomo de la Geografía general del País Vasco-Navarro dedicado a Álava con las siguientes palabras: «Su parroquia, de categoría rual de segunda clase, está dedicada á San Agustín y pertenece al arciprestazgo de Maestu».
Los registros sacramentales de bautismos, matrimonios y decesos generados por la parroquia de San Agustín desde el siglo XV hasta el final del XIX se conservan con los del resto de iglesias de la provincia en el Archivo Histórico Diocesano de Vitoria, donde pueden consultarse.